# Leptobasis guanacaste
Leptobasis guanacaste – gatunek ważki z rodziny łątkowatych (Coenagrionidae). Znany tylko z dwóch znacznie od siebie oddalonych stanowisk w Kostaryce (miejsce typowe) i w zachodnim Meksyku (w stanie Sinaloa).